# Chiesa longobarda di San Giorgio
La chiesa longobarda di San Giorgio, detta anche pieve di San Giorgio o chiesetta di San Giorgio, è una chiesa adibita a funzioni religiose situata a Costabissara, in provincia di Vicenza. Sorge sul colle di San Giorgio o monte delle Pignare (già monte della Chiesa) di fianco al cimitero e non molto distante da Villa San Carlo e dal Castello Sforza-Colleoni. Nella sua Historia ecclesiastica della città, territorio e diocese di Vicenza Francesco Barbarano de' Mironi scrive erroneamente che la chiesa è dedicata a san Gregorio.
Costruita, come dice il nome, in epoca longobarda, è stata chiesa parrocchiale fino al 1920, anno in cui vennero terminati i lavori alla nuova chiesa del paese. Da allora venne usata saltuariamente sia per la posizione scomoda alla comunità che per la dimensione non più adeguata. Dall'11 marzo 2012 la chiesetta è stata messa a disposizione della diocesi ortodossa rumena di Vicenza.

## Storia
Le origini sono piuttosto incerte dal momento che non è ancora stato trovato un documento che ne attesti la data di costruzione. Alcune ipotesi la danno precedente all'anno 1000 anche se i ritrovamenti da parte del Gruppo Archeologico dei Cercatori Bissaresi di frammenti di architrave longobarda nella chiesetta di San Zeno ha portato a supporre che fosse più antica della chiesa di San Zeno stessa. Secondo questa teoria la chiesa dovrebbe risalire al periodo successivo alla vittoria di Cuniperto su Alachis, cioè tra il 688 e il 700. A sostegno di questo è la dedica a San Giorgio che in quel periodo era il simbolo del nuovo orientamento religioso e politico esattamente come per altre chiese della provincia (San Michele a Caldogno e a Valproto, San Giorgio a Quinto Vicentino e San Nicola a Olmo).
Ad ogni modo, la fonte scritta più antica trovata in cui si parla della chiesa longobarda risale al 1186 ne La Conferma di Papa Urbano III al Privilegio di Pistore in cui viene citata la chiesa parrocchiale di Costa Fabrica (il nome del tempo di Costabissara). Altre testimonianze si rinvengono in antichi documenti:
(Documento trattante i confini delle colture vicentine, 1 luglio 1277)
(Codice B dei Feudi, pag. 173, 4 giugno 1288)

### Le ricostruzioni e i restauri

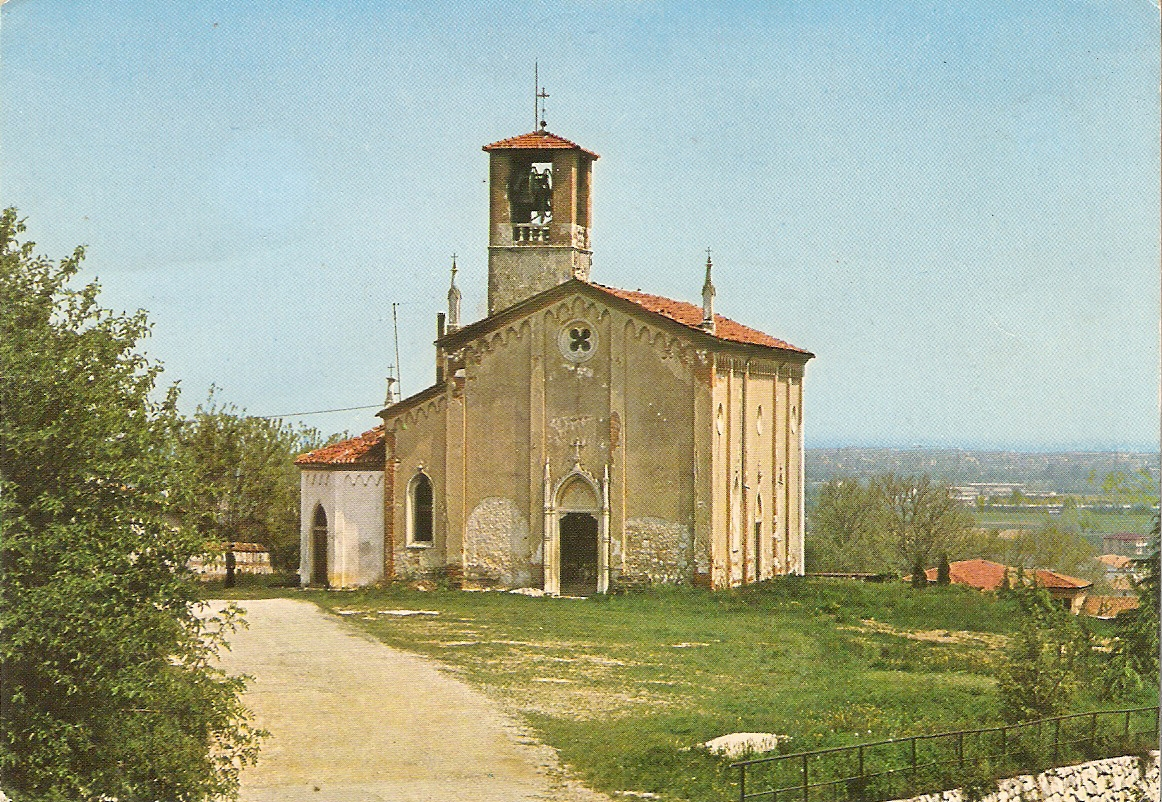
La chiesa nelle condizioni in cui si trovava alla fine degli anni 70 e all'inizio anni 80

L'orientamento e le pareti che formano un angolo di 82° rispecchiano la simbologia delle prime chiese cristiane, però della costruzione ancestrale non è possibile sapere nulla di più preciso.
Attorno al 1456 venne ricostruita in stile romanico aggiungendo un pronao, un'abside e un tetto a capanna. La travatura romanica venne coperta nel 1600 da una nuova soffittatura barocca di cui rimangono ancora le tracce.
Nel 1859 avviene l'intervento più massiccio: viene ricostruita la sagrestia, viene demolita l'antica abside in cotto e ricostruita in pietra, viene rifatto il pavimento e abbattuto il pronao e vennero aggiunti i portali, rosoni e pinnacoli attuali di imitazione gotica. Il palco della cantoria era posizionato rialzato sopra la porta d'entrata insieme alle canne d'organo (di cui rimangono le tracce), ma si pensa che in questo periodo sia stato eliminato lasciando però le basi delle colonne di supporto sul pavimento. Il Fonte Battesimale venne spostato in una stanza attigua alla sagrestia dal posto originario sulla parete a nord. Vennero anche coperte con la nuova pavimentazione le lapidi sepolcrali dei Mazzocchetto e dei Caldognetto una delle quali posta al centro della chiesa e le altre due sotto la balaustra ai piedi dell'altare.
Il campanile, che terminava con l'antica tradizionale pigna di mattoni (visibile nelle cartografie antiche), venne abbattuto nel 1868 per essere soppiantato dall'attuale torre in contrasto con l'architettura della chiesa.
La scala semicircolare dietro l'abside che dà sul sentiero ciottolato, sembra essere di costruzione ottocentesca dal momento che non è riportata sulle tavole del catasto austro-ungarico.
All'entrata della chiesa esisteva anche l'acquasantiera in marmo bianco di Carrara, ora conservata nella nuova chiesa parrocchiale e colorata con colore ad olio rosso.

## Descrizione

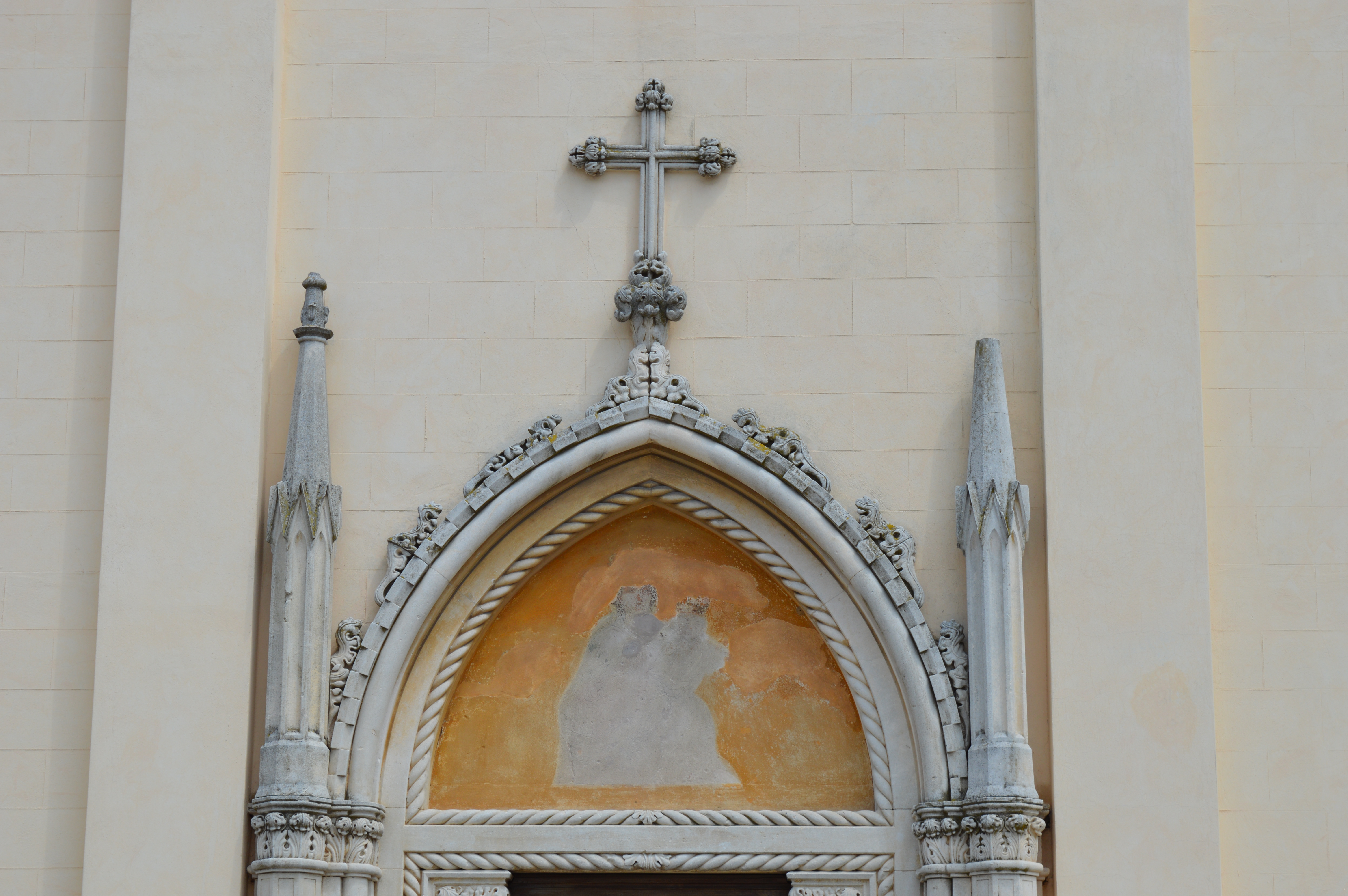
Timpano della porta principale

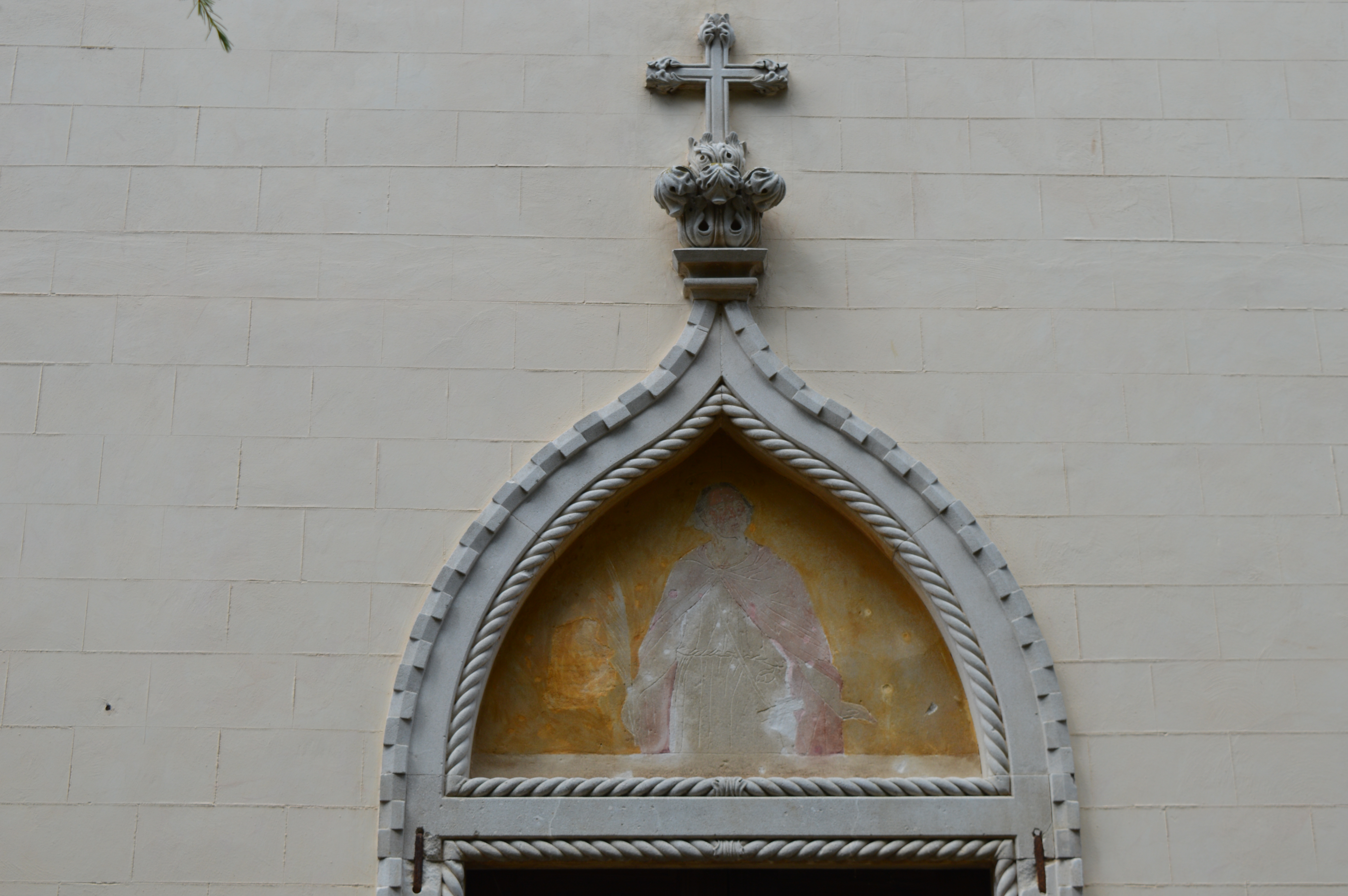
Timpano della porta laterale

Delle origini longobarde della chiesa si sono ormai perse le tracce per via delle successive ricostruzioni e per le opere di spoglio che ha subito, specialmente nei primi decenni del novecento, per poter abbellire la nuova chiesa parrocchiale e quella della Madonna delle Grazie. Dello stato attuale ne è massimo responsabile il ritocco quattrocentesco.
La chiesa ora si presenta con la facciata rivolta ad ovest e l'abside ad est. Ha uno stile archiacuto. La porta principale è a sesto acuto e presenta degli stipiti finemente lavorati e terminanti con delle gugliette. Il timpano sormontato dalla croce presenta un affresco di Pietro Zappella che rappresenta la Madonna del Carmelo, cioè la Vergine col Bambino in atto di porgere ai fedeli il tradizionale Scapolare.
La porta minore, della stessa fattura di quella principale, si apre sul fianco meridionale e presenta un timpano con un affresco del Zappella che raffigura San Fermo con in mano la palma del martirio.

### Gli altari
Sin dai tempi più antichi, all'interno della chiesa erano presenti quattro altari.
L'altare maggiore è da sempre dedicato al santo patrono ed era ornato da una tela raffigurante San Giorgio Cavaliere che ora è conservata nella chiesa parrocchiale. Tale opera è stata attribuita erroneamente per lungo tempo al Maganza e così era descritta in tutti gli inventari parrocchiali. Solo nel 1983, durante un restauro, grazie a Vittorio Sgarbi, venne alla luce che si tratta di un'opera giovanile di Francesco Maffei.
Il secondo e il terzo altare erano situati ai fianchi laterali dell'arco d'ingresso all'altare maggiore. Il secondo altare, nel 1580, risultava dedicato allo stesso San Giorgio mentre nel 1633 era attribuito a San Giovanni Battista.
La spiegazione di tale strano cambio è da ritrovarsi in un documento datato 12 maggio 1501, in cui un certo Gerardo dopo aver lasciato tutti i suoi averi al Nobile Conte Matteo Bissaro, così decretava: "lascia, vuole e comanda che siano dati ducati 100 perché si fabbrichi e per la fabbrica di una Cappella da costruirsi o da farsi costruire dallo stesso Matteo nella Chiesa di San Giorgio della Costa sotto il titolo e nome di San Giovanni Battista, in luogo più congruo, comodo e competente allo stesso signor Matteo".
Il terzo altare nel 1580 era dedicato a San Bernardino. Nel 1686 venne ricostruito e arricchito di quindici formelle in metallo raffiguranti i misteri del rosario dalla Comunità del Rosario e consacrato alla Vergine del Rosario, come recita una targhetta in marmo nel timpano sopra la nicchia.
Il quarto altare, posto a sinistra della porta d'ingresso e sopra a quella che si pensa essere la Tomba dei Parroci, era dedicato a San Michele Arcangelo ma venne poco dopo consacrato a San Fermo.
Questi ultimi tre altari, durante i lavori del 1859, vennero tolti e sostituiti con due nuovi altari posti nella parete a nord: dove sorgeva quello di San Fermo venne eretto un altare dedicato alla Madonna del Carmelo mentre il secondo venne dedicato alla Vergine del Rosario e posto presso l'organo. Questi altari presentavano due statue lignee che venivano portate in processione annualmente rispettivamente il 16 luglio e la prima domenica di ottobre. L'altare della Vergine del Rosario è stato spostato nel 1923 nella Chiesetta di Madonna delle Grazie durante i lavori di costruzione mentre la statua della Madonna del Carmelo è conservata nella sagrestia della chiesa parrocchiale.